# Francisco Alcaraz Ariza
Francisco Alcaraz Ariza   (7 de junho de 1958)  é um botânico e professor espanhol.

## Biografia
Graduou-se em Biologia na Universidade de Múrcia entre 1975 e 1980. Em 1981, ingressou ao cargo de professor associado na Universidade de Múrcia, sendo promovido posteriormente a professor catedrático em 2004.

## Publicações

### Livros
- Arturo Valdés franzi, Francisco Alcaraz ariza, diego Rivera núñez. 2001. Catálogo de plantas vasculares de la provincia de Albacete, España. Serie I--Estudios 127. Edición ilustrada de Instituto de Estudios Albacetenses Don Juan Manuel, 304 pp.
- Datos sobre la vegetación de Murcia, Editorial PPU, 1991.[3]

### Editor
- f.j. Alcaraz ariza. 1998. Guía de las plantas del campus universitario de Espinardo. Edición ilustrada de EDITUM, 155 pp. ISBN 8483710293, ISBN 9788483710296